# Jacqueline Bracamontes
Jacqueline Bracamontes Van Hoorde (Guadalajara, 23 dicembre 1979) è un'attrice ed ex modella messicana.

## Biografia
Figlia dell'allenatore di calcio Jesus Bracamontes, è di origini belghe da parte della madre. Dopo la scuola ha vissuto per un periodo in Francia.
Nel 2000 ha vinto Nuestra Belleza Jalisco (concorso di bellezza dello Jalisco) e anche Nuestra Belleza México. Ha rappresentato il Messico a Miss Universo 2001.
Dal 2002 ha lavorato in televisione partecipando a diversi programmi e telenovelas come Alegrijes y rebujos (2003-2004), Rubí (2004), Heridas de amor (2006), Las tontas no van al cielo (2008), Sortilegio (2009) e Mujeres asesinas (2010).